# Клюшніченко Анатолій Петрович
Клюшніченко Анатолій Петрович (5.XII 1922, с. Панютине, тепер смт Лозівського р-ну Харків, обл. — 25.Х 1984, Київ)  — доктор юридичних наук, професор. Київський національний університет внутрішніх справ. Досліджував теоретичні і практичні проблеми адміністративного права.

## Науковий доробок
Автор понад 200 наукових праць.

## Науково -педагогічна діяльність
Під керівництвом Клюшніченка А. П. підготовлено 16 кандидатів наук.